# Чанчуньский трамвай
Чанчуньский трамвай — трамвайная система, действующая в китайском городе Чанчунь с 1937 года. В городе также действует другая система — LRT.

## История
Трамвай в Чанчуне был построен в 1937 году (по другим данным в 1941 году) японцами, в то время когда этот город был столицей зависимого от Японии государства Маньчжоу-го.
Максимальная протяжённость системы составляла 44 км, но к концу восьмидесятых годов она сократилась вдвое. 5 июня 1986 года были закрыты маршруты № 51 и 56, после чего в центре Чанчуня остался только один трамвайный маршрут (№ 53). Остальные два маршрута (№ 52 и 54), сохранившиеся к концу восьмидесятых годов, обслуживали промышленную зону.

## Описание системы
По состоянию на конец восьмидесятых годов система Чанчуньского трамвая состояла из трёх линий (маршрутов)
- 53 соединял трамвайное депо с главным железнодорожным вокзалом города.
- 52 шёл от трамвайного депо в промышленную зону (конечный пункт в районе Учжань)
- 54 шёл от трамвайного депо в промышленную зону (конечный пункт в районе Хэйпиндао)

Маршруты 52 и 54 в основном проходили по выделенной трассе.

## Подвижной состав
Первоначально на линии использовались двухосные трамваи японского образца, а также двухосные прицепные вагоны. Также в Чанчуне использовалось небольшое количество четырёхосных трамваев, которые до этого использовалась на междугородной трамвайной линии Шэньян-Фушунь.
В пятидесятых годах Чанчунь получил десять четырёхосных трамваев типа «Далянь» (№ 401—410), а также большое количество бывших в употреблении довоенных двухосных трамваев из Шэньяна, Даляня и Пекина. В Чанчуне эти трамваи были обозначены как серии 200, 300, 500, и, предположительно, 411—420.
Позднее Чанчунь получил десять новых четырёхосных трамвая (№ 701—710).
За всё время существования трамвайного хозяйства в Чанчуне своими силами был построен только один трамвай (в 1959 году). Он не имеет бортового номера.